# Anacerdochroa chlamydata
Anacerdochroa chlamydata là một loài bọ cánh cứng trong họ Oedemeridae. Loài này được Vazquez miêu tả khoa học năm 2004.